# ISO 9000
Az ISO 9000 egyszerre jelöl egy szabványsorozatot is és egy konkrét szabványt is.

## Az ISO 9000 szabványsorozat
Az ISO 9000 a gazdasági szféra minden területén, a legszélesebb körben elterjedt szabványsorozat, amely mára egységes nemzetközi követelményrendszer. Olyan egységes iránymutatást jelent, amely a vállalkozás méretétől, tevékenységétől, működésétől függetlenül alkalmazható a gazdasági szektor bármely területén, mind a vállalkozási szférában, mind a közigazgatásban, a kormányzati szervek, nonprofit szervezetek működésében egyaránt. Elősegíti és garantálja a termékek és szolgáltatások állandó kifogástalan minőségét, folyamatos fejlesztését és a vevői elégedettség növekedését, a vevői igényeknek való magasabb szintű megfelelést.
A szabványcsalád kiterjesztésében nyolc alapelvet határozott meg:
- Vevőközpontúság: A vállalatok számára egyértelművé kell tenni, hogy a fő mozgatóerő a vasárlói elégedettség.(ISO 9001-2000)
- Felelős vezetés: A vezetőség feladata a célkitűzések meghatározása és a megfelelő munkahelyi légkör megteremtése.(ISO-9001-2000)
- Munkatársak bevonása: A munkatársakat motiválni kell és elérni azt, hogy a cég fejlődését saját érdeküknek tekintsék.(ISO-9001-2000)
- Folyamatszemléletű megközelítés: A termelői ciklusokat folyamatoknak kell tekinteni, mert sok esetben az egyik folyamat kimenete egy másik bemenete.(ISO-9001-2000)
- Rendszerszemlélet az irányításban: Az egyes folyamatokat összességében egy rendszerként kell meghatározni, amely elősegíti annak az átlátását és irányítását.(ISO-9001-2000)
- Tényeken alapuló döntéshozatal: A döntés meghozása előtt azt körül kell járni, minden oldalról meg kell vizsgálni objektív módon.(ISO-9001-2000)
- Folyamatos fejlesztés: A vállalat érdeke a tőke visszaforgatása és a minőséggel való törekedés a tökéletességre.(ISO-9001-2000)
- Kölcsönösen jó kapcsolat a beszállítókkal: A vállalatnak érdeke az alvállalkozókkal való kölcsönösen előnyös egyezségek megkötése.(ISO-9004-2000)

A rendkívül erős helyi és nemzetközi verseny egyre inkább arra kényszerítette és ma is kényszeríti a vállalatokat, hogy a minőség elvet ne csupán a termékre, de az egész vállalatra, annak működésére is kiterjesztve alkalmazzák. A minőségirányítási rendszer biztosítja a cégen belüli folyamatok áttekinthetőségét és a tevékenységek észszerű dokumentálhatóságát, lehetővé teszi a folyamatok napi irányíthatóságát.
A magyar szabványcsoport eddig megjelent tagjai:
- MSZ EN ISO 9000:2005 Minőségirányítási rendszerek. Alapok és szótár
- MSZ EN ISO 9001:2009 Minőségirányítási rendszerek. Követelmények
- MSZ EN ISO 9004:2010 A szervezet tartós sikerének irányítása. Minőségirányítási megközelítés

Kapcsolódó magyar szabványok:
- MSZ ISO 10005:2005 Minőségirányítási rendszerek. Útmutató a minőségtervek elkészítéséhez
- MSZ EN ISO 10012:2003 Minőségirányítási rendszerek. A mérési folyamatokra és a mérőberendezésekre vonatkozó követelmények
- MSZ ISO/TR 10013:2003 Útmutató a minőségirányítási rendszer dokumentálásához
- MSZ ISO/TR 10017:2004 Útmutató az ISO 9001:2000-hez alkalmazható statisztikai módszerekhez

## Az ISO 9000-es szabvány
Az ISO 9000-es szabványcsoport első tagja maga az MSZ EN ISO 9000:2005 szabvány, ami alapvetően a szabványcsoport fogalmainak a magyarázatát tartalmazza.
A szabvány tartalomjegyzékének fő pontjai:
- 0. Bevezetés
- 1. Alkalmazási terület
- 2. A minőségirányítási rendszerek alapjai
- 3. Szakkifejezések és meghatározásuk